# Alfonso González Fernández
Alfonso González Fernández, conocido como «Alfonsín» (Almería, 16 de julio de 1951), es un entrenador de fútbol español que actualmente se encuentra sin equipo.
La temporada pasada fue el entrenador del equipo filial de la UD Almería, el Unión Deportiva Almería "B". También fue entrenador del primer equipo, entre 2004 y 2006, además de ser segundo de varios entrenadores como Juan Martínez Casuco. Es uno de los responsables de la cantera del Almería.

## Trayectoria
Alfonsín comenzó su carrera como entrenador en el filial de la Unión Deportiva Almería, ascendiéndolo a Tercera División en el año 2000. Posteriormente, fue entrenador del primer equipo, en Segunda División, en el año 2004. Consigue la permanencia con ciertos problemas y le sustituyen por el entrenador pontevedrés Fernando Castro Santos. Esa misma temporada el Almería tuvo tres entrenadores, figurando el almeriense Alfonsín entre ellos, tras ser destituido Castro Santos. Pero él también fue cesado, siendo sucedido por el entrenador nacido en Lugo, Fabriciano González «Fabri».
En la temporada 2007/2008 fue contratado por el UD Almería «B», realizando una magnífica segunda vuelta la cual permite al filial almeriense permanecer en Tercera División Española, ocupando un meritorio octavo lugar. Para la temporada siguiente fue cesado tras cumplir su labor. Sin embargo, volvió a ser contratado por el filial del Almería, ocurrió en la temporada 2010/2011, con el equipo en Segunda División B. Su función es sacar al filial rojiblanco de los puestos de descenso, lugar al que había llevado el anterior entrenador, José María Salmerón. El equipo empieza a jugar mejor, pero los resultados no son muy positivos y el equipo se mantiene en la zona baja de la clasificación. Sin embargo, en la recta final de liga, consigue la permanencia tras una racha de ocho partidos sin perder.

## Observaciones
Alfonsín es una persona de confianza para la directiva de la Unión Deportiva Almería.